# Хабибрахманов, Ханиф Мирзагитович
 Хабибрахманов Ханиф Мирзагитович  (род. 12 ноября 1948) — скульптор, Заслуженный художник Республики Башкортостан (2006), Лауреат Государственной премии им. Салавата Юлаева (1992).

## Биография
Хабибрахманов Ханиф Мирзагитович родился 12 ноября 1948 года в деревне Шушнур Краснокамского района БАССР.
В 25 лет поступил в Строгановское училище, со второго раза, после работы на заводе «Уралмаш».
В 1978 году окончил отделение художественной обработки металла факультета промышленного искусства (ныне — факультет монументального искусства) МВХПУ (Московская государственная художественно-промышленная академия имени С. Г. Строганова).
Заслуженный художник РБ (2006). Лауреат Государственной премии РБ им. Салавата Юлаева (1992). Член Союза художников РФ с 1982 года.
С 1988 года участник всероссийских и международных симпозиумов «Скульптура в камне».
Работы скульптора хранятся Башкирском Государственном художественном музее им. М.В. Нестерова (Уфа), частных коллекциях.
Семья художника: жена Людмила Ивановна — художник, автор гобеленов, батиков, педагог Уфимского училища искусств. Дочь Альбина — дизайнер фирмы «ЭрЭмСи», дочь Дина, художник, окончила Уфимскую академию искусств, преподаватель Уфимского училища искусств,  сын Марат учится в академии искусств.

## Выставки
С 1978 года Хабибрахманов Х.М. участвует в республиканских, всероссийских и всесоюзных, в том числе специальных (скульптура), зональных, региональных выставках.

## Основные работы
Шесть крупных метафорических фигур, вписанных в арочные проемы в музее Салавата Юлаева в Малоязе. Скульптура Салавата Юлаева у здания Госсобрания РБ в Уфе. Бронзовая скульптура композитора Загира Исмагилова — Памятник Загиру Исмагилову. Гранитный бюст дважды Героя Советского Союза Мусы Гареева. Мемориал памяти пожарных. Мраморная скульптура «Аркаим».
Скульптуры «гвардейца балетной сцены» Хашима Мустаева, актера и драматурга Ильшата Юмагулова, профессора УГАИ им. З. Исмагилова Миляуши Муртазиной, выдающегося актера Олега Закировича Ханова.
Работы в бронзе «Соцветие Муз». Барельеф писателя Галимзяна Ибрагимова, установленный в Уфе на бульваре Ибрагимова.
Ханиф Мирзагитович является автором скульптурной композиции уфимского фонтана «Семь девушек».

## Награды
- Заслуженный художник Российской Федерации (21.08.2020) - за большой вклад в развитие отечественной культуры и искусства, многолетнюю плодотворную деятельность[4].

Государственная премия Республики Башкортостан им. Салавата Юлаева (1992).